# Михалово (Грчка)
Михалово или Мијалево (грч. Μιχαλίτσι, Михалици) је насељено место у општини Кукуш у периферији Средишња Македонија, Грчка. Према попису из 2021. године било је 16 становника.
Према бугарском географу и историчару, Василу Канчову, у Михалову је 1900. године живело 150 Словена хришћана. Мештани Михалова су 1903. године као православни хришћани прешли на унију са Католичком црквом. Током Другог балканског рата село је страдало од грчке војске а становништво је протерано. Касније су сеоску земљу откупиле три великопоседничке породице које су се ту доселиле. На попису из 1928. године Михалово је имало 53 становника.